# Michelangelo Frammartino
Michelangelo Frammartino (Milano, 1968) è un regista e sceneggiatore italiano.

## Biografia
Nato nel 1968 a Milano da genitori calabresi originari di Caulonia, i suoi non gli impartiscono un'educazione religiosa, non battezzandolo nemmeno. Studia architettura al Politecnico di Milano e poi cinema alla Civica Scuola di Cinema Luchino Visconti. Comincia a lavorare nel mondo della videoarte realizzando videoinstallazioni come La casa delle belle addormentate (1997), ispirata da Kawabata e prodotta da Filmmaker Doc. Dirige anche diversi cortometraggi, tra cui Scappa Valentina (2001). Con 5000 euro provenienti principalmente da un premio in denaro vinto al Bellaria Film Festival e una cinepresa 16mm in prestito alla Civica, gira il suo lungometraggio d'esordio, Il dono (2003), che ambienta nel paese natale dei genitori. A causa delle ristrettezze di budget, Frammartino lavora sul set anche come attrezzista e runner, mentre il film finito viene presentato in video all'Infinity Festival; l'interessamento di ItaliaCinema, Rai e Lab80 permetterà al regista di realizzarne una copia in 35mm da proiettare al Festival di Locarno. Nel frattempo, per mantenersi, insegna cinema alla Civica e all'Istituto Europeo di Design.
Dal 2005 insegna istituzioni di regia all'Università degli Studi di Bergamo. Attualmente, tiene un Laboratorio di videoarte e installazioni audiovisive all'Università IULM. Nel dicembre 2013 ha tenuto un workshop presso l'Università della Calabria. Dal 2016 collabora regolarmente con il CISA (Conservatorio Internazionale di Scienze di Audiovisive con sede a Locarno), dove insegna regia e segue come tutor i cortometraggi di post-diploma. Nel 2010 scrive e dirige Le quattro volte, presentato alla Quinzaine des Réalisateurs del Festival di Cannes e anch'esso girato in Calabria. Dopo aver lavorato fino al 2015 ad un altro film non concretizzatosi, nel 2021, a undici anni da Le quattro volte, presenta il suo terzo lungometraggio, Il buco, in concorso alla 78ª Mostra internazionale d'arte cinematografica di Venezia, dove riceve dieci minuti di applausi e il plauso della critica, vincendo inoltre il Premio speciale della giuria.

## Filmografia

### Cortometraggi
- Tracce (1995)
- L'occhio e lo spirito (1997)
- BIBIM (1999) - co-diretto da Cafi Mohamud
- Scappa Valentina (2001)
- Io non posso entrare (2002)
- Alberi (2013)

### Lungometraggi
- Il dono (2003)
- Le quattro volte (2010)
- Il buco (2021)

### Videoinstallazioni
- Presenze s-connesse (1995)
- Ora (1995)
- La casa delle belle addormentate (1997)
- Film (1998)
- Alberi (2013)
- Sguardi in macchina (2013)

## Riconoscimenti
- Mostra internazionale d'arte cinematografica di Venezia
  - 2021 - In concorso per il Leone d'oro al miglior film con Il buco
  - 2021 - Premio speciale della giuria per Il buco
  - 2021 - Premio FEDIC per Il buco
- Festival di Cannes
  - 2010 - Premio Europa Cinema Label per Le quattro volte
  - 2010 - In concorso per il Premio CICAE con Le quattro volte
- Nastro d'argento
  - 2010 - Nastro d'argento speciale per Le quattro volte
  - 2022 - Candidatura al miglior regista per Il buco
- David di Donatello
  - 2011 - Candidatura al miglior regista per Le quattro volte
- Annecy cinéma italien
  - 2003 - Grand Prix Annecy Cinéma Italien per Il dono
  - 2010 - Grand Prix Annecy Cinéma Italien per Le quattro volte
  - 2010 - Premio CICAE per Le quattro volte
- Bellaria Film Festival
  - 2002 - Premio del Concorso 150 secondi per Io non posso entrare
  - 2004 - Casa Rossa al miglior film per Il dono